# باول كيلي (لاعب كريكت)
باول كيلي (15 فبراير 1960 في نيوزيلندا - ) (بالإنجليزية: Paul Kelly)‏ هو لاعب كريكت نيوزلندي.

## وصلات خارجية
- بول كيلي على موقع إي آس بي آن كريك إنفو (الإنجليزية)